# Thomas Ulsrud
Thomas Ulsrud (Oslo, 21 oktober 1971 – aldaar, 24 mei 2022) was een Noors curlingspeler.

## Carrière
Thomas Ulsrud is een van de meest succesvolle curlingspelers in de Noorse geschiedenis. Hij startte zijn sportloopbaan op in 1983. In 1988 leidde hij zijn land naar een bronzen medaille op het WK voor junioren. In 1997 werd hij voor het eerst skip van het Noorse team op het Europees kampioenschap. Hij eindigde op de zevende plaats. In 2002 won hij voor het eerst een medaille. Ulsrud werd twee keer Europees kampioen en behaalde elf medailles.
In 1998 was Ulsrud voor het eerst present op het wereldkampioenschap. Ook hier wist hij reeds meermaals medailles te winnen, met als hoogtepunt de wereldtitel in 2014. In 2010 haalde hij de finale van de Olympische Winterspelen, die hij evenwel verloor.

## Privéleven en overlijden
Ulsrud was getrouwd met Elin Grødal, met wie hij een zoon kreeg. In december 2020 werd bij hem kanker geconstateerd. Ulsrud overleed hieraan op 24 mei 2022 op 50-jarige leeftijd.